# Klompenwaard
De Klompenwaard is een natuurgebied in de uiterwaarden van de Gelderse plaats Doornenburg, in de gemeente Lingewaard. De Klompenwaard is onderdeel van het Natura 2000-gebied de Gelderse Poort.
Het gebied ligt ten zuidwesten van de bebouwde kom van Doornenburg. Het gebied kent relatief veel typen deellandschappen, onder meer grasland, ruigte, rivierstrand en wilgenvloedbos. De Klompenwaard wordt beheerd door Staatsbosbeheer.

## Flora

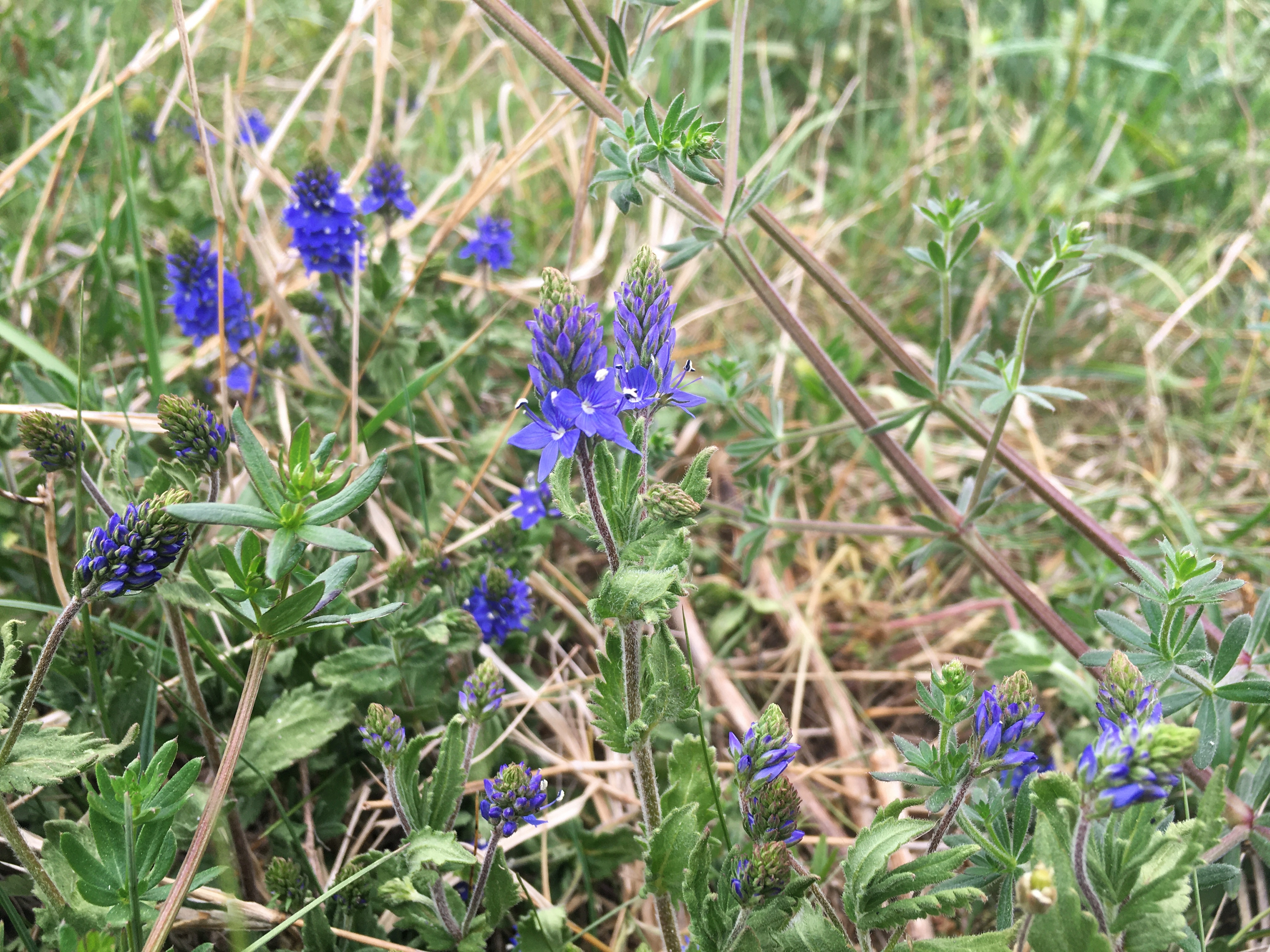
Brede ereprijs op een zandige oeverwal in de Klompenwaard

In de Klompenwaard komen verscheidene wilde populaties van zeldzame plantensoorten voor. Deze staan vermeld in de onderstaande lijst.
- Slangenlook (Allium scorodoprasum)
- Pijpbloem (Aristolochia clematitis)
- Brede ereprijs (Veronica austriaca)
- Vreemde ereprijs (Veronica peregrina)
- Kleine ruit (Thalictrum minus)
- Rode bremraap (Orobanche lutea)
- Kruisbladwalstro (Cruciata laevipes)
- Polei (Mentha pulegium)
- Borstelkrans (Clinopodium vulgare)
- Grote centaurie (Centaurea scabiosa)

### Plantengemeenschappen
De Klompenwaard herbergt relatief veel verschillende typen plantengemeenschappen voor de grootte van het gebied. In de onderstaande lijst staan enkele waardevolle associaties die in de Klompenwaard voorkomen.
- Bijvoet-ooibos (Artemisio-Salicetum albae)
- Associatie van sleedoorn en eenstijlige meidoorn (Pruno-Crataegetum)
- Kweekdravik-associatie (Bromo inermis-Eryngietum)
- Vlieszaad-associatie (Bromo-Coryspermetum)
- Associatie van ganzenvoeten en beklierde duizendknoop (Chenopodietum rubri)
- Slijkgroen-associatie (Eleocharito acicularis-Limoselletum)
- Kribbenmos-associatie (Cinclidotetum)

## Afbeeldingen

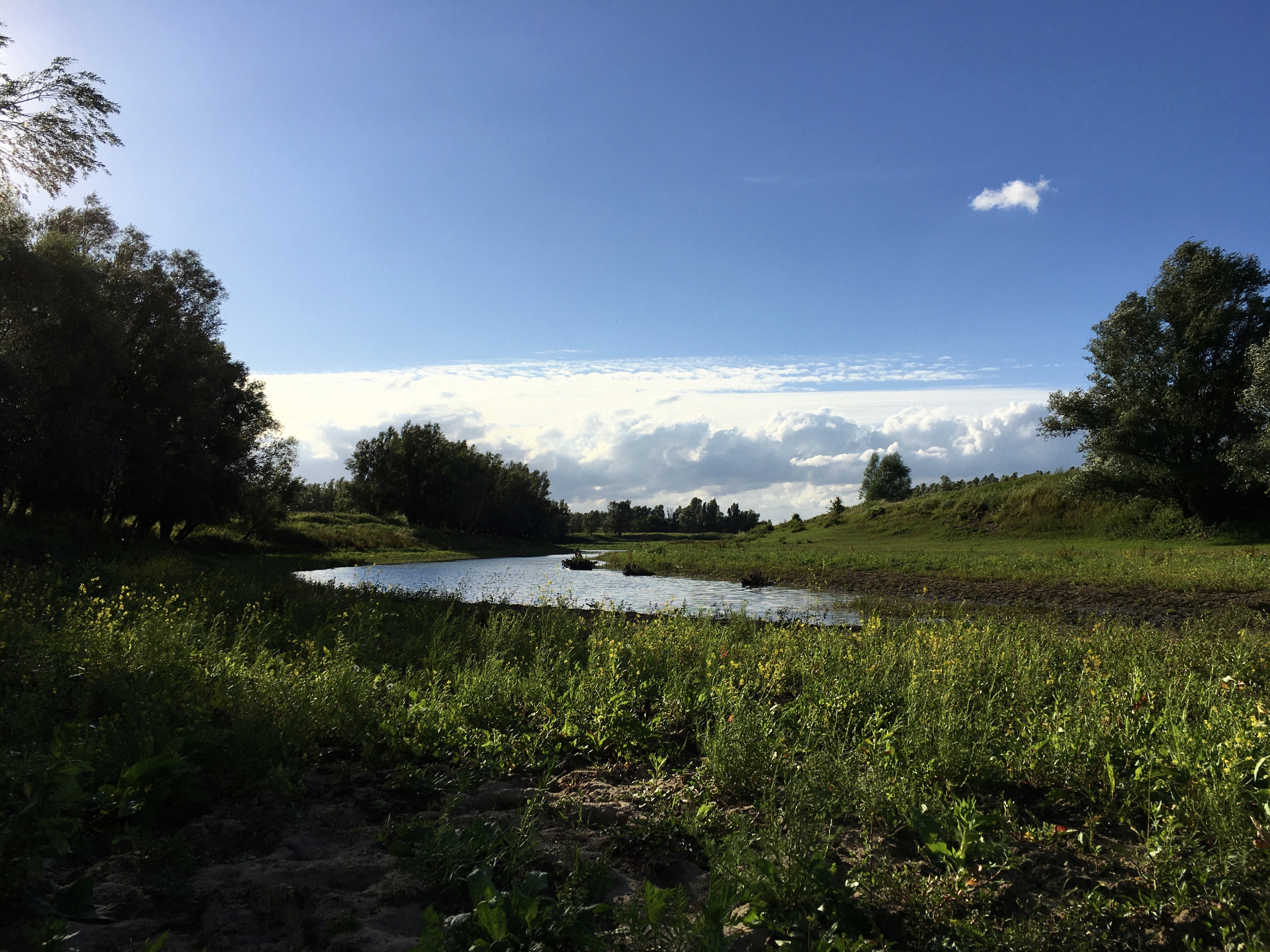
Een strang van de Waal
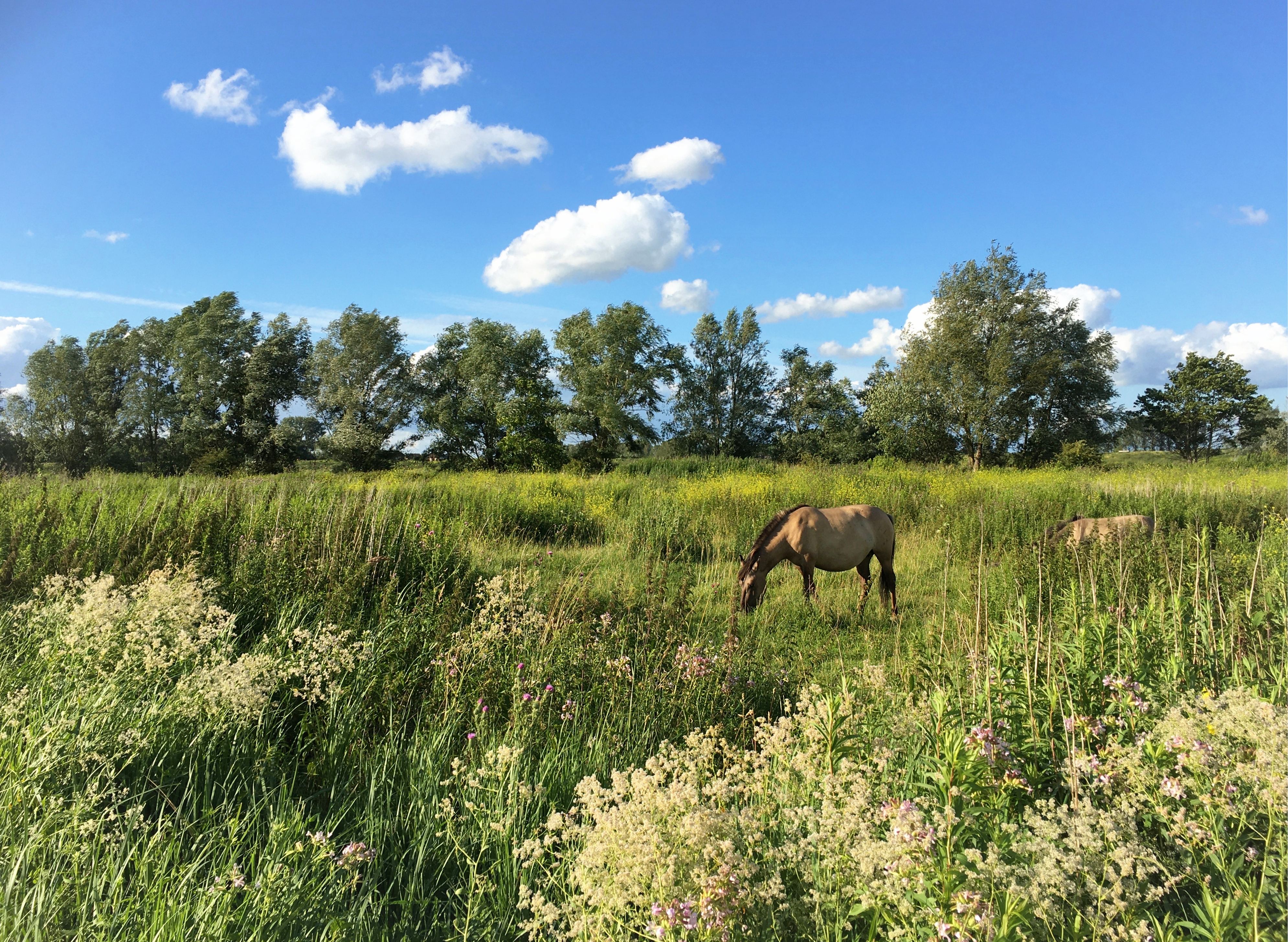
Konikpaarden in bloemrijke ruigten
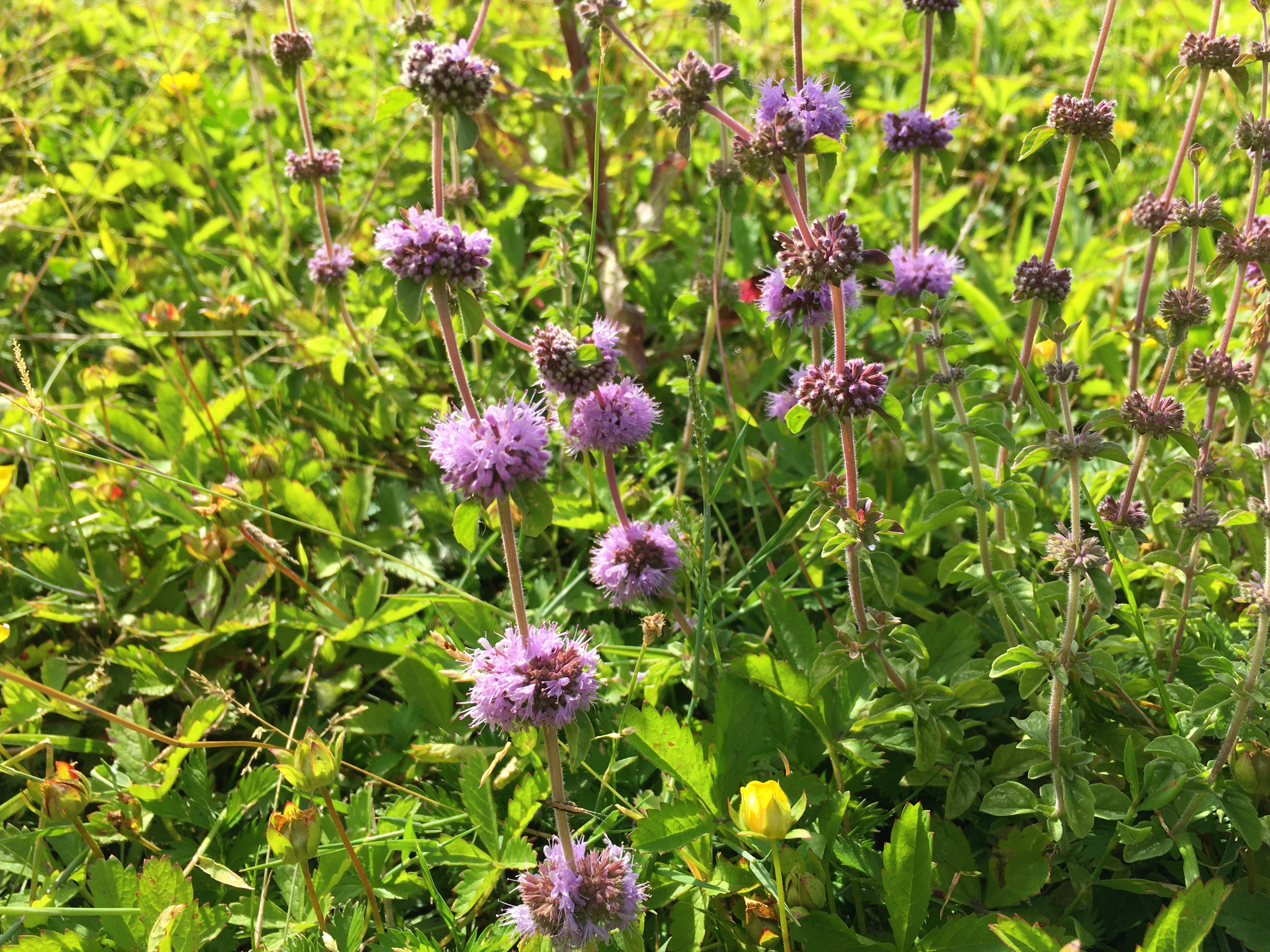
Polei in bloei

## Bijzonderheden
- In de Klompenwaard bevindt zich Fort Pannerden